# Аль-Абваб (держава)
Аль-Абваб — середньовічна держава в Нубії, що утворилася внаслідок занепаду Алви. Тривалий час маневрувала між Мамлюцьким султанатом, Мукуррою і Алвою. Напочатку XVI ст. підкорена султанатом Сеннар.

## Історія
Спочатку була найбільш північною провінція держави Алва. 1276 року внаслідок вторгнення мамлюків з Єгипту та ослаблення Алви та сусідньої Мукурри здобула незалежність. Назву отримала від арабських племен, що сюди активно стали проникати. Адур, цар Аль-Абваба, підтримав мамлюків у війні з Давидом, царем Мукурри. В подальшому Аль-Абваб сприяв зберіганню мамлюцького протекторату над Мукуррою.
Союз з Мамлюцьким султанатом призвів до ворожості з боку Алви і Мукурри, з якими велися загалом успішні війни протягом 1280—1290-х років.
1316 року під час чергової війни мамлюків проти мукурри війська Аль-Абваба підтримали перших. Завдяки цьому було схоплено царя Кернабеса і його брата Авраама та видано мамлюкам. 1317 року монарх Аль-Абваба допомагав харчами мамлюцькій армії, що переслідувала бедуїнські племена до Червоного моря.
У 1367 році згадується востаннє. До кінця цього сторіччя значні землі зайняли арабські племена джаваніба та абдаллабі, а їх шейхи стали могутніми політичними особами Аль-Абваба.
1412 року вчений Аль-Калакашанаді вказує, що правителем Аль-Абваба був християнином та мав титул царя. На підставі знахідок кераміки висловлюється припущення, що Аль-Абваб продовжував існувати до 1510-х років, коли було захоплено Амарою I, макком Сеннару.

## Територія
Межі точно не визначені. У X ст. єгипетський посланецб Ібн Салім Аль-Асвані писав, що Атбара знаходилася в межах Аль-Абваба, а її північний кордон знаходився далі на північ, біля великого вигину Нілу. У 1317 році Аль-Абваб охоплював область злиття Атбари та Нілу. На початку XX ст. було зазначено, що суданці використовували термін Аль-Абваб для опису регіону в районі Мерое.

## Релігія
З самого початку існування сповідувалося коптське православ'я. Наприкінці XIII ст. деякі царі прийняли іслам. Посилення ісламізації відбулося з проникненням сюди бедуїнських племен у XIV ст. Втім лише у XV ст. сюди прибувають перші суфійські проповідники. В результаті більшість населення Аль-Абвабу до самого кінця існування держави залишалося переважно християнським.